# Зграда на Тргу Републике бр. 10 у Суботици
Зграда на Тргу Републике бр. 10 у Суботици, тзв. Лончаревић кућа је подигнута крајем 18. века и представља непокретно културно добро као споменик културе.

## Историјат
Зграда је припадала Јакову Лончаревићу, касније власништво Маћаша Витмесера, једна је од најстаријих спратних кућа изграђена у непосредној близини некадашње тврђавице. Сви објекти грађени изван зидина крајем 18. века су приземни или са високим приземљем, једино је кућа Лончаревић већ у првобитној изведби пројектована са једним спратом. Већ 1799. године ова кућа је уцртана у карту средишта вароши. О њеној архитектури можемо говорити тек од 1838. године на основу цртежа пијачног трга које је још у детињству израдио Вали. На овом цртежу је приказан читав потез данашњег Трга Републике од броја 2 до 8.

## Изглед
Данашњи изглед једноспратница са угаоним трапезастим еркером који је подухваћен великом шкољком, а завршава се торњем, те сецесијским декоратвиним елементима, добила је током 1907. године. Пројекте адаптације урадио је суботички архитекта Геза Коцка, за власника Душана Стојковића. Овај објекат, у својој архитектонској конструкцији обрађен је у стилу еклектике, једино цветни декоративни мотиви подсећају на сецесију. Фасаду према Тргу Републике карактеришу улази у пословне просторе, а у спратном делу по истој оси су прозори. Око отвора су сведени детаљи орнаментике, а централно је балкон са оградом, типа балкона еклектике какве срећемо на многим објектима у граду. Друга фасада је краћа, има само два прозорска отвора, оба су са цветном декорацијом.